# Medalha Maxwell

James Clerk Maxwell

A Medalha Maxwell (em inglês:  Maxwell Medal) do Instituto de Física é um prêmio de física teórica, concedido desde 1961 especialmente a jovens físicos, perpetuando em sua denominação o físico James Clerk Maxwell. Até 1970 foi concedido em anos pares, e desde então anualmente. Consiste em uma medalha de bronze e um valor monetário de 1000 libras esterlinas.

## Laureados
- 1962 Abdus Salam
- 1964 Walter Marshall
- 1966 Richard Dalitz
- 1968 Roger Elliott e Kenneth Stevens
- 1970 Richard Eden
- 1971 John Bryan Taylor
- 1972 Volker Heine
- 1973 David Thouless
- 1974 Samuel Edwards
- 1975 Anthony Leggett
- 1976 Stephen Hawking
- 1977 Eric Jakeman
- 1978 Michael Berry
- 1979 Christopher Llewellyn Smith
- 1980 David Wallace
- 1981 John Michael Kosterlitz
- 1982 John Ellis
- 1983 Alastair Douglas Bruce
- 1984 David William Bullett
- 1985 Alan John Bray, Allan Peter Young
- 1986 James Binney
- 1987 Michael Green
- 1988 Robin Ball
- 1989 Mark Warner
- 1990 George Efstathiou
- 1991 Michael Cates
- 1992 Neil Turok
- 1993 John Wheater
- 1994 Stephen Barnett
- 1995 Artur Ekert
- 1996 Michael Payne
- 1997 Michael Wilkinson
- 1998 Andrew Fisher
- 1999 Jeffrey Forshaw
- 2000 Andrew Steane
- 2001 Benjamin Simons
- 2002 Andrew Noel Schofield
- 2003 Tchavdar Todorov
- 2004 Martin Plenio
- 2005 Clifford Johnson, für herausragende Arbeiten zu Stringtheorie und Quantengravitation, speziell bezüglich der Nicht-Beobachtbarkeit (Censorship) von Singularitäten und die thermodynamischen Eigenschaften von Quanten-Raum-Zeiten.
- 2006 Ruth Gregory, für Untersuchungen im Schnittbereich von Stringtheorie und Allgemeiner Relativitätstheorie, speziell kosmologische Strings und Schwarze Löcher.
- 2007 Nigel Cooper, für Arbeiten zur topologischen Anregungen in Quanten-Hall-Systemen, speziell rotierende Bose-Einstein-Kondensate
- 2008 Sougato Bose, für Charakterisierung und Untersuchung von Quantenverschränkung (Entanglement) in quantenmechanischen Systemen, speziell der Ausbreitung von Informationen in Spinketten.
- 2009 Dmitry Skryabin, für Untersuchungen nichtlinearer optischer Prozesse, speziell der Wechselwirkung von Solitonen mit Strahlung und der Erzeugung ultrabreiter Spektren in Glasfasern.
- 2010 Peter Haynes, für lineare Skalierungsmethoden und Large Scale Simulationen von Materialien auf der Basis der Dichtefunktionaltheorie, speziell die Entwicklung des ONETEP-Codes.
- 2011 Andrei Starinets, für seine Beiträge zum Verständnis der Transporteigenschaften stark gekoppelter Quantenfelder
- 2012 Meera Parish, für ihre Pionierarbeit der Theorie kalter fermionischer Materie und von Magnetotransport in hochgeradig ungeordneten Medien